# Olympische Jugend-Winterspiele 2020/Teilnehmer (Finnland)
| Gelbes Symbol für Goldmedaillen mit stilisierten Olympischen Ringen | Graues Symbol für Silbermedaillen mit stilisierten Olympischen Ringen | Braundes Symbol für Bronzemedaillen mit stilisierten Olympischen Ringen |
| ------------------------------------------------------------------- | --------------------------------------------------------------------- | ----------------------------------------------------------------------- |
| 1                                                                   | 2                                                                     | —                                                                       |

Finnland nahm an den Olympischen Jugend-Winterspielen 2020 im Schweizerischen Lausanne mit 52 Athleten (36 Jungen und 16 Mädchen) in 10 Sportarten teil.

## Medaillen

### Medaillenspiegel
| Rang   | Sportart              | Gold | Silber | Bronze | Gesamt |
| ------ | --------------------- | ---- | ------ | ------ | ------ |
| 1      | Ski Alpin             | 1    | 1      | —      | 2      |
| 2      | Nordische Kombination | —    | 1      | —      | 1      |
| Gesamt | Gesamt                | 1    | 2      | 0      | 3      |

### Medaillengewinner
| Name/n                             | Sportart              | Wettkampf            |
| ---------------------------------- | --------------------- | -------------------- |
| Gold                               |                       |                      |
| Rosa Pohjolainen Jaakko Tapanainen | Ski Alpin             | Teamwettbewerb       |
| Sini Siro 1                        | Eisschnelllauf        | Teamsprint           |
| Silber                             |                       |                      |
| Rosa Pohjolainen                   | Ski Alpin             | Riesenslalom         |
| Perttu Reponen                     | Nordische Kombination | Normalschanze / 6 km |
| Emilia Kyrkkö 1                    | Eishockey             | 3×3 Turnier Mädchen  |
| Juho Lukkari 1                     | Eishockey             | 3×3 Turnier Jungen   |
| Laura Kivioja 1                    | Eisschnelllauf        | Teamsprint           |
| Bronze                             |                       |                      |
| Tuukka Suomalainen 1               | Eisschnelllauf        | Teamsprint           |

## Teilnehmer nach Sportarten

### Biathlon
| Athleten                                                                 | Wettbewerbe          | Zeit        | Fehler       | Rang |
| ------------------------------------------------------------------------ | -------------------- | ----------- | ------------ | ---- |
| Jungen                                                                   |                      |             |              |      |
| Henri Heikkinen                                                          | 7,5 km Sprint        | 23:27,8 min | 6 (1+5)      | 70   |
| Henri Heikkinen                                                          | 12 km Einzel         | 37:37,6 min | 5 (1+3+0+1)  | 9    |
| Ville-Valtteri Karvinen                                                  | 7,5 km Sprint        | 23:13,4 min | 6 (2+4)      | 62   |
| Ville-Valtteri Karvinen                                                  | 12 km Einzel         | 38:46,0 min | 6 (2+2+1+1)  | 35   |
| Kalle Loukkaanhuhta                                                      | 7,5 km Sprint        | 22:37,6 min | 4 (1+3)      | 51   |
| Kalle Loukkaanhuhta                                                      | 12 km Einzel         | 39:43,9 min | 5 (1+0+3+1)  | 47   |
| Mädchen                                                                  |                      |             |              |      |
| Olivia Halme                                                             | 6 km Sprint          | 20:54,2 min | 2 (1+1)      | 43   |
| Olivia Halme                                                             | 10 km Einzel         | DNF         | DNF          | DNF  |
| Anni Hyvärinen                                                           | 6 km Sprint          | 21:10,8 min | 2 (0+2)      | 48   |
| Anni Hyvärinen                                                           | 10 km Einzel         | DSQ         | DSQ          | DSQ  |
| Anniina Rantala                                                          | 6 km Sprint          | 21:46,2 min | 3 (2+1)      | 60   |
| Anniina Rantala                                                          | 10 km Einzel         | 43:03,3 min | 12 (4+3+2+3) | 75   |
| Mixed                                                                    |                      |             |              |      |
| Anniina Rantala Henri Heikkinen                                          | Single Mixed-Staffel | 46:38,5 min | 0+5 5+9      | 18   |
| Anni Hyvaerinen Olivia Halme Ville-Valtteri Karvinen Kalle Loukkaanhuhta | Mixed-Staffel        | 1:17:29,7 h | 2+4 1+9      | 12   |

### Eishockey
| Wettbewerb  | Jungen |
| ----------- | --- |
| Athleten    | Thomas Grönlund Otto Heinonen Otto Hokkanen Tuomas Hynninen Aleksanteri Kaskimaki Joakim Kemell Niklas Kokko Kasper Kulonummi Elmeri Laakso Jere Lassila Topias Leinonen Tommi Männistö Mika Mönkkönen Jani Nyman Topi Rönni Otto Salin Santeri Sulku |
| Vorrunde    | Vereinigte Staaten 5:7 Schweiz 2:1 |
| Halbfinale  | Russland 1:10 |
| Finale      | Kanada 2:4 |
| Platzierung | 4 |

Im 3×3 Eishockey spielten die Athleten in gemischten Mannschaften.
| Mannschaft     | Athleten | Vorrunde       | Vorrunde  | Halbfinale   | Halbfinale | Finale/Spiel um Bronze        | Finale/Spiel um Bronze | Rang   |
| Mannschaft     | Athleten | Gegner         | Ergebnis  | Gegner       | Ergebnis   | Gegner                        | Ergebnis               | Rang   |
| -------------- | --- | -------------- | --------- | ------------ | ---------- | ----------------------------- | ---------------------- | ------ |
| Jungen         | |                |           |              |            |                               |                        |        |
| _ Team Rot     | Juho Lukkari Denys Pasko Lin Wei-yu Aleks Menc Matija Dinić Peter Repčík Mackenzie Stewart Dylan Wesseling Tjaš Lesničar Sander Salvær Jan Hornecker Matthias Bittner Maël Halladj                          | _ Team Orange  | 6:8       | _ Team Braun | 9:7        | _ Team Grün                   | 4:10                   | Silber |
| _ Team Rot     | Juho Lukkari Denys Pasko Lin Wei-yu Aleks Menc Matija Dinić Peter Repčík Mackenzie Stewart Dylan Wesseling Tjaš Lesničar Sander Salvær Jan Hornecker Matthias Bittner Maël Halladj                          | _ Team Schwarz | 12:9      | _ Team Braun | 9:7        | _ Team Grün                   | 4:10                   | Silber |
| _ Team Rot     | Juho Lukkari Denys Pasko Lin Wei-yu Aleks Menc Matija Dinić Peter Repčík Mackenzie Stewart Dylan Wesseling Tjaš Lesničar Sander Salvær Jan Hornecker Matthias Bittner Maël Halladj                          | _ Team Grün    | 8:9 n. V. | _ Team Braun | 9:7        | _ Team Grün                   | 4:10                   | Silber |
| _ Team Rot     | Juho Lukkari Denys Pasko Lin Wei-yu Aleks Menc Matija Dinić Peter Repčík Mackenzie Stewart Dylan Wesseling Tjaš Lesničar Sander Salvær Jan Hornecker Matthias Bittner Maël Halladj                          | _ Team Grau    | 9:13      | _ Team Braun | 9:7        | _ Team Grün                   | 4:10                   | Silber |
| _ Team Rot     | Juho Lukkari Denys Pasko Lin Wei-yu Aleks Menc Matija Dinić Peter Repčík Mackenzie Stewart Dylan Wesseling Tjaš Lesničar Sander Salvær Jan Hornecker Matthias Bittner Maël Halladj                          | _ Team Braun   | 11:5      | _ Team Braun | 9:7        | _ Team Grün                   | 4:10                   | Silber |
| _ Team Rot     | Juho Lukkari Denys Pasko Lin Wei-yu Aleks Menc Matija Dinić Peter Repčík Mackenzie Stewart Dylan Wesseling Tjaš Lesničar Sander Salvær Jan Hornecker Matthias Bittner Maël Halladj                          | _ Team Gelb    | 15:13     | _ Team Braun | 9:7        | _ Team Grün                   | 4:10                   | Silber |
| _ Team Rot     | Juho Lukkari Denys Pasko Lin Wei-yu Aleks Menc Matija Dinić Peter Repčík Mackenzie Stewart Dylan Wesseling Tjaš Lesničar Sander Salvær Jan Hornecker Matthias Bittner Maël Halladj                          | _ Team Blau    | 18:11     | _ Team Braun | 9:7        | _ Team Grün                   | 4:10                   | Silber |
| _ Team Schwarz | Ruben Esposito Lukas Floriantschitz Kerem Alsan Jaroslaw Labutkin Yu Jiacong Corné van Stuijvenberg Wataru Suzuki Adam Sýkora Dominik Pavlata Linas Dėdinas Daniil Karpowitsch Kalle Varis Matthias Rindone | _ Team Braun   | 7:6       | _ Team Grün  | 3:7        | Spiel um Bronze: _ Team Braun | 5:6                    | 4      |
| _ Team Schwarz | Ruben Esposito Lukas Floriantschitz Kerem Alsan Jaroslaw Labutkin Yu Jiacong Corné van Stuijvenberg Wataru Suzuki Adam Sýkora Dominik Pavlata Linas Dėdinas Daniil Karpowitsch Kalle Varis Matthias Rindone | _ Team Rot     | 5:4       | _ Team Grün  | 3:7        | Spiel um Bronze: _ Team Braun | 5:6                    | 4      |
| _ Team Schwarz | Ruben Esposito Lukas Floriantschitz Kerem Alsan Jaroslaw Labutkin Yu Jiacong Corné van Stuijvenberg Wataru Suzuki Adam Sýkora Dominik Pavlata Linas Dėdinas Daniil Karpowitsch Kalle Varis Matthias Rindone | _ Team Blau    | 4:8       | _ Team Grün  | 3:7        | Spiel um Bronze: _ Team Braun | 5:6                    | 4      |
| _ Team Schwarz | Ruben Esposito Lukas Floriantschitz Kerem Alsan Jaroslaw Labutkin Yu Jiacong Corné van Stuijvenberg Wataru Suzuki Adam Sýkora Dominik Pavlata Linas Dėdinas Daniil Karpowitsch Kalle Varis Matthias Rindone | _ Team Gelb    | 7:2       | _ Team Grün  | 3:7        | Spiel um Bronze: _ Team Braun | 5:6                    | 4      |
| _ Team Schwarz | Ruben Esposito Lukas Floriantschitz Kerem Alsan Jaroslaw Labutkin Yu Jiacong Corné van Stuijvenberg Wataru Suzuki Adam Sýkora Dominik Pavlata Linas Dėdinas Daniil Karpowitsch Kalle Varis Matthias Rindone | _ Team Orange  | 8:14      | _ Team Grün  | 3:7        | Spiel um Bronze: _ Team Braun | 5:6                    | 4      |
| _ Team Schwarz | Ruben Esposito Lukas Floriantschitz Kerem Alsan Jaroslaw Labutkin Yu Jiacong Corné van Stuijvenberg Wataru Suzuki Adam Sýkora Dominik Pavlata Linas Dėdinas Daniil Karpowitsch Kalle Varis Matthias Rindone | _ Team Grau    | 16:8      | _ Team Grün  | 3:7        | Spiel um Bronze: _ Team Braun | 5:6                    | 4      |
| _ Team Schwarz | Ruben Esposito Lukas Floriantschitz Kerem Alsan Jaroslaw Labutkin Yu Jiacong Corné van Stuijvenberg Wataru Suzuki Adam Sýkora Dominik Pavlata Linas Dėdinas Daniil Karpowitsch Kalle Varis Matthias Rindone | _ Team Grün    | 6:4       | _ Team Grün  | 3:7        | Spiel um Bronze: _ Team Braun | 5:6                    | 4      |
| Mädchen        | |                |           |              |            |                               |                        |        |
| _ Team Schwarz | Angelina Hurschler Courtney Mahoney Zhang Xinyue Chang En-ni Alicja Mota Nikola Janeková Amy Robery Darja Petrowa Kimberly Collard Luca Márton Reina Sato Emilia Kyrkkö Carlotta Regine                     | _ Team Braun   | 11:13     | _ Team Braun | 11:7       | _ Team Gelb                   | 1:6                    | Silber |
| _ Team Schwarz | Angelina Hurschler Courtney Mahoney Zhang Xinyue Chang En-ni Alicja Mota Nikola Janeková Amy Robery Darja Petrowa Kimberly Collard Luca Márton Reina Sato Emilia Kyrkkö Carlotta Regine                     | _ Team Rot     | 9:12      | _ Team Braun | 11:7       | _ Team Gelb                   | 1:6                    | Silber |
| _ Team Schwarz | Angelina Hurschler Courtney Mahoney Zhang Xinyue Chang En-ni Alicja Mota Nikola Janeková Amy Robery Darja Petrowa Kimberly Collard Luca Márton Reina Sato Emilia Kyrkkö Carlotta Regine                     | _ Team Blau    | 14:8      | _ Team Braun | 11:7       | _ Team Gelb                   | 1:6                    | Silber |
| _ Team Schwarz | Angelina Hurschler Courtney Mahoney Zhang Xinyue Chang En-ni Alicja Mota Nikola Janeková Amy Robery Darja Petrowa Kimberly Collard Luca Márton Reina Sato Emilia Kyrkkö Carlotta Regine                     | _ Team Gelb    | 19:7      | _ Team Braun | 11:7       | _ Team Gelb                   | 1:6                    | Silber |
| _ Team Schwarz | Angelina Hurschler Courtney Mahoney Zhang Xinyue Chang En-ni Alicja Mota Nikola Janeková Amy Robery Darja Petrowa Kimberly Collard Luca Márton Reina Sato Emilia Kyrkkö Carlotta Regine                     | _ Team Orange  | 8:14      | _ Team Braun | 11:7       | _ Team Gelb                   | 1:6                    | Silber |
| _ Team Schwarz | Angelina Hurschler Courtney Mahoney Zhang Xinyue Chang En-ni Alicja Mota Nikola Janeková Amy Robery Darja Petrowa Kimberly Collard Luca Márton Reina Sato Emilia Kyrkkö Carlotta Regine                     | _ Team Grau    | 16:8      | _ Team Braun | 11:7       | _ Team Gelb                   | 1:6                    | Silber |
| _ Team Schwarz | Angelina Hurschler Courtney Mahoney Zhang Xinyue Chang En-ni Alicja Mota Nikola Janeková Amy Robery Darja Petrowa Kimberly Collard Luca Márton Reina Sato Emilia Kyrkkö Carlotta Regine                     | _ Team Grün    | 6:4       | _ Team Braun | 11:7       | _ Team Gelb                   | 1:6                    | Silber |

### Eiskunstlauf
| Athleten       | Wettbewerbe | Kurzprogramm/-tanz | Kurzprogramm/-tanz | Kür/Kürtanz | Kür/Kürtanz | Gesamt | Gesamt |
| Athleten       | Wettbewerbe | Punkte             | Rang               | Punkte      | Rang        | Punkte | Rang   |
| -------------- | ----------- | ------------------ | ------------------ | ----------- | ----------- | ------ | ------ |
| Mädchen        |             |                    |                    |             |             |        |        |
| Nella Pelkonen | Einzel      | 45,13              | 15                 | 73,29       | 16          | 118,42 | 16     |

| Athleten | Wettbewerb     | Jungen Einzel | Jungen Einzel | Mädchen Einzel | Mädchen Einzel | Paarlauf | Paarlauf | Eistanz | Eistanz  | Gesamt   | Gesamt |
| Athleten | Wettbewerb     | Punkte        | Teampkt.      | Punkte         | Teampkt.       | Punkte   | Teampkt. | Punkte  | Teampkt. | Teampkt. | Rang   |
| --- | -------------- | ------------- | ------------- | -------------- | -------------- | -------- | -------- | ------- | -------- | -------- | ------ |
| Mixed |                |               |               |                |                |          |          |         |          |          |        |
| Team Determination Cha Young-hyun Nella Pelkonen Brooke McIntosh / Brandon Toste Katarina Wolfkostin / Jeffrey Chen | Teamwettbewerb | 133,13        | 6             | 91,27          | 2              | 96,73    | 5        | 90,41   | 5        | 18       | 4      |

### Eisschnelllauf
| Athleten                                                                     | Wettbewerbe | Zeit        | Rang   |
| ---------------------------------------------------------------------------- | ----------- | ----------- | ------ |
| Jungen                                                                       |             |             |        |
| Eetu Käsnänen                                                                | 500 m       | 38,97 s     | 20     |
| Eetu Käsnänen                                                                | 1500 m      | 2:05,55 min | 28     |
| Tuukka Suomalainen                                                           | 500 m       | 38,93 s     | 19     |
| Tuukka Suomalainen                                                           | 1500 m      | 2:07,80 min | 30     |
| Mädchen                                                                      |             |             |        |
| Laura Kivioja                                                                | 500 m       | 43,41 s     | 17     |
| Laura Kivioja                                                                | 1500 m      | 2:19,39 min | 17     |
| Sini Siro                                                                    | 500 m       | 44,55 s     | 30     |
| Sini Siro                                                                    | 1500 m      | 2:23,73 min | 27     |
| Mixed                                                                        |             |             |        |
| Team 3 Sini Siro Yukino Yoshida Ignaz Gschwentner Alexander Sergejew         | Teamsprint  | 2:04,10 min | Gold   |
| Team 12 Katia Filippi Alexandra Rutkowskaja Eetu Käsnänen Remo Slotegraaf    | Teamsprint  | 2:10,07 min | 12     |
| Team 14 Ramona Ionel Walerija Sorokoletowa Tuukka Suomalainen Jonathan Tobon | Teamsprint  | 2:05,96 min | Bronze |
| Team 16 Laura Kivioja Daria Kopacz Theo Collins Motonaga Arito               | Teamsprint  | 2:05,92 min | Silber |

| Athleten           | Wettbewerbe | Halbfinale | Halbfinale  | Halbfinale | Finale        | Finale        | Finale        | Rang          |
| Athleten           | Wettbewerbe | Punkte     | Zeit        | Rang       | Punkte        | Zeit          | Rang          | Rang          |
| ------------------ | ----------- | ---------- | ----------- | ---------- | ------------- | ------------- | ------------- | ------------- |
| Jungen             |             |            |             |            |               |               |               |               |
| Eetu Käsnänen      | Massenstart | 0          | 5:55,67 min | 9          | ausgeschieden | ausgeschieden | ausgeschieden | ausgeschieden |
| Tuukka Suomalainen | Massenstart | 0          | 6:34,51 min | 10         | ausgeschieden | ausgeschieden | ausgeschieden | ausgeschieden |
| Mädchen            |             |            |             |            |               |               |               |               |
| Laura Kivioja      | Massenstart | 0          | 7:22,21 min | 15         | ausgeschieden | ausgeschieden | ausgeschieden | ausgeschieden |
| Sini Siro          | Massenstart | 0          | 6:27,93 min | 15         | ausgeschieden | ausgeschieden | ausgeschieden | ausgeschieden |

### Freestyle-Skiing
| Athleten          | Wettbewerbe | Qualifikation | Qualifikation | Finale        | Finale        | Rang |
| Athleten          | Wettbewerbe | Punkte        | Rang          | Punkte        | Rang          | Rang |
| ----------------- | ----------- | ------------- | ------------- | ------------- | ------------- | ---- |
| Jungen            |             |               |               |               |               |      |
| Sampo Yliheikkilä | Big Air     | 71,25         | 14            | ausgeschieden | ausgeschieden | 14   |
| Sampo Yliheikkilä | Slopestyle  | 45,00         | 19            | ausgeschieden | ausgeschieden | 19   |

### Nordische Kombination
| Athleten                                                         | Wettbewerb                          | Skispringen | Skispringen | Skispringen | Langlauf    | Langlauf | Rang   |
| Athleten                                                         | Wettbewerb                          | Weite       | Punkte      | Rang        | Zeit        | Rang     | Rang   |
| ---------------------------------------------------------------- | ----------------------------------- | ----------- | ----------- | ----------- | ----------- | -------- | ------ |
| Jungen                                                           |                                     |             |             |             |             |          |        |
| Waltteri Karhumaa                                                | Normalschanze / 6 km                | 81,0 m      | 104,7       | 15          | 15:59,5 min | 8        | 8      |
| Perttu Reponen                                                   | Normalschanze / 6 km                | 87,0 m      | 114,4       | 7           | 14:59,6 min | 1        | Silber |
| Mädchen                                                          |                                     |             |             |             |             |          |        |
| Annamaija Oinas                                                  | Normalschanze / 4 km                | 65,5 m      | 76,9        | 19          | 14:49,9 min | 13       | 18     |
| Mixed                                                            |                                     |             |             |             |             |          |        |
| Annamaija Oinas Perttu Reponen Julia Tervahartiala Kasperi Valto | Staffel, Normalschanze / 4 × 3,3 km | 282,0 m     | 372,0       | 9           | 33:02,2 min | 6        | 8      |

### Ski Alpin
| Athleten          | Wettbewerbe  | 1. Lauf     | 1. Lauf | 2. Lauf     | 2. Lauf | Gesamt      | Gesamt |
| Athleten          | Wettbewerbe  | Zeit        | Rang    | Zeit        | Rang    | Zeit        | Rang   |
| ----------------- | ------------ | ----------- | ------- | ----------- | ------- | ----------- | ------ |
| Jungen            |              |             |         |             |         |             |        |
| Eduard Hallberg   | Riesenslalom | 1:06,47 min | 25      | 1:06,37 min | 21      | 2:12,84 min | 21     |
| Eduard Hallberg   | Slalom       | 38,48 s     | 16      | 41,15 s     | 14      | 1:19,63 min | 13     |
| Eduard Hallberg   | Super-G      | –           | –       | –           | –       | DNF         | DNF    |
| Eduard Hallberg   | Kombination  | DNF         | DNF     | DNF         | DNF     | DNF         | DNF    |
| Jaakko Tapanainen | Riesenslalom | 1:04,90 min | 11      | 1:05,22 min | 10      | 2:10,12 min | 10     |
| Jaakko Tapanainen | Slalom       | DNF         | DNF     | DNF         | DNF     | DNF         | DNF    |
| Jaakko Tapanainen | Super-G      | –           | –       | –           | –       | 55,98 s     | 22     |
| Jaakko Tapanainen | Kombination  | 55,98 s     | 22      | 33,89 s     | 5       | 1:29,87 min | 8      |
| Mädchen           |              |             |         |             |         |             |        |
| Maisa Kivimäki    | Riesenslalom | 1:11,83 min | 39      | DNS         | DNS     | DNS         | DNS    |
| Maisa Kivimäki    | Slalom       | 50,80 s     | 33      | 48,67 s     | 24      | 1:39,47 min | 25     |
| Maisa Kivimäki    | Super-G      | –           | –       | –           | –       | 59,55 s     | 31     |
| Maisa Kivimäki    | Kombination  | 59,55 s     | 31      | DNF         | DNF     | DNF         | DNF    |
| Rosa Pohjolainen  | Riesenslalom | 1:04,99 min | 1       | 1:03,83 min | 6       | 2:08,82 min | Silber |
| Rosa Pohjolainen  | Slalom       | 46,45 s     | 11      | 44,47 s     | 2       | 1:30,92 min | 7      |
| Rosa Pohjolainen  | Super-G      | –           | –       | –           | –       | 58,42 s     | 24     |
| Rosa Pohjolainen  | Kombination  | 58,42 s     | 24      | 36,92 s     | 1       | 1:35,34 min | 9      |

| Athleten                           | Wettbewerbe    | Achtelfinale | Achtelfinale | Viertelfinale | Viertelfinale | Halbfinale | Halbfinale | Finale/Platz 3 | Finale/Platz 3 | Rang |
| Athleten                           | Wettbewerbe    | Gegner       | Ergebnis     | Gegner        | Ergebnis      | Gegner     | Ergebnis   | Gegner         | Ergebnis       | Rang |
| ---------------------------------- | -------------- | ------------ | ------------ | ------------- | ------------- | ---------- | ---------- | -------------- | -------------- | ---- |
| Mixed                              |                |              |              |               |               |            |            |                |                |      |
| Rosa Pohjolainen Jaakko Tapanainen | Teamwettbewerb | Italien      | 4:0          | Norwegen      | 3:1           | Frankreich | 3:1        | Deutschland    | 4:0            | Gold |

### Skilanglauf
| Athleten                | Wettbewerbe     | Qualifikation | Qualifikation | Viertelfinale | Viertelfinale | Halbfinale    | Halbfinale    | Finale        | Finale        | Rang |
| Athleten                | Wettbewerbe     | Zeit          | Rang          | Zeit          | Rang          | Zeit          | Rang          | Zeit          | Rang          | Rang |
| ----------------------- | --------------- | ------------- | ------------- | ------------- | ------------- | ------------- | ------------- | ------------- | ------------- | ---- |
| Jungen                  |                 |               |               |               |               |               |               |               |               |      |
| Matias Hyvönen          | 10 km klassisch | –             | –             | –             | –             | –             | –             | 28:15,7 min   | 14            | 14   |
| Matias Hyvönen          | Sprint Freistil | 3:26,51 min   | 30            | 3:36,14 min   | 5             | ausgeschieden | ausgeschieden | ausgeschieden | ausgeschieden | 25   |
| Matias Hyvönen          | Langlauf-Cross  | 4:37,60 min   | 34            | –             | –             | ausgeschieden | ausgeschieden | ausgeschieden | ausgeschieden | 34   |
| Veeti Pyykkö            | 10 km klassisch | –             | –             | –             | –             | –             | –             | DNS           | DNS           | DNS  |
| Veeti Pyykkö            | Sprint Freistil | 3:25,57 min   | 25            | 3:23,77 min   | 4             | 3:17,87 min   | 6             | ausgeschieden | ausgeschieden | 12   |
| Veeti Pyykkö            | Langlauf-Cross  | 4:36,65 min   | 32            | –             | –             | ausgeschieden | ausgeschieden | ausgeschieden | ausgeschieden | 32   |
| Alexander Ståhlberg     | 10 km klassisch | –             | –             | –             | –             | –             | –             | 27:32,5 min   | 4             | 4    |
| Alexander Ståhlberg     | Sprint Freistil | 3:16,82 min   | 5             | 3:20,49       | 1             | 3:13,77 min   | 3             | 3:19,04 min   | 6             | 6    |
| Alexander Ståhlberg     | Langlauf-Cross  | 4:23,30 min   | 8             | –             | –             | 4:19,35 min   | 4             | 4:39,93 min   | 1             | 10   |
| Mädchen                 |                 |               |               |               |               |               |               |               |               |      |
| Sonja Leinamo           | 5 km klassisch  | –             | –             | –             | –             | –             | –             | 16:49,1 min   | 46            | 46   |
| Sonja Leinamo           | Sprint Freistil | 2:53,45 min   | 20            | 2:54,27 min   | 5             | ausgeschieden | ausgeschieden | ausgeschieden | ausgeschieden | 24   |
| Sonja Leinamo           | Langlauf-Cross  | 5:32,06 min   | 37            | –             | –             | ausgeschieden | ausgeschieden | ausgeschieden | ausgeschieden | 37   |
| Tuuli Raunio            | 5 km klassisch  | –             | –             | –             | –             | –             | –             | 16:27,2 min   | 39            | 39   |
| Tuuli Raunio            | Sprint Freistil | 2:52,22 min   | 16            | 2:54,59 min   | 5             | ausgeschieden | ausgeschieden | ausgeschieden | ausgeschieden | 22   |
| Tuuli Raunio            | Langlauf-Cross  | 5:26,68 min   | 30            | –             | –             | 5:21,60 min   | 8             | ausgeschieden | ausgeschieden | 24   |
| Eevi-Inkeri Tossavainen | 5 km klassisch  | –             | –             | –             | –             | –             | –             | 15:51,6 min   | 26            | 26   |
| Eevi-Inkeri Tossavainen | Sprint Freistil | 2:48,80 min   | 8             | 3:05,69 min   | 5             | ausgeschieden | ausgeschieden | ausgeschieden | ausgeschieden | 21   |
| Eevi-Inkeri Tossavainen | Langlauf-Cross  | 5:08,07 min   | 12            | –             | –             | 5:09,16 min   | 4             | ausgeschieden | ausgeschieden | 11   |

### Skispringen
| Athleten                                                           | Wettbewerb                 | 1. Durchgang | 1. Durchgang | 1. Durchgang | 2. Durchgang | 2. Durchgang | 2. Durchgang | Gesamt | Gesamt |
| Athleten                                                           | Wettbewerb                 | Weite        | Punkte       | Rang         | Weite        | Punkte       | Rang         | Punkte | Rang   |
| ------------------------------------------------------------------ | -------------------------- | ------------ | ------------ | ------------ | ------------ | ------------ | ------------ | ------ | ------ |
| Jungen                                                             |                            |              |              |              |              |              |              |        |        |
| Tomas Kuisma                                                       | Normalschanze              | 72,5 m       | 79,4         | 30           | 69,5 m       | 84,0         | 27           | 163,4  | 29     |
| Kasperi Valto                                                      | Normalschanze              | 76,0 m       | 84,5         | 27           | 72,5 m       | 83,7         | 29           | 168,2  | 27     |
| Mädchen                                                            |                            |              |              |              |              |              |              |        |        |
| Annamaija Oinas                                                    | Normalschanze              | 59,5 m       | 61,3         | 30           | 55,0 m       | 47,2         | 30           | 108,5  | 30     |
| Julia Tervahartiala                                                | Normalschanze              | 69,0 m       | 92,3         | 19           | 69,0 m       | 76,2         | 20           | 168,5  | 20     |
| Mixed                                                              |                            |              |              |              |              |              |              |        |        |
| Annamaija Oinas Waltteri Karhumaa Julia Tervahartiala Tomas Kuisma | Teamspringen Normalschanze | 289,5 m      | 373,1        | 8            | 270,5 m      | 352,6        | 10           | 725,7  | 10     |

### Snowboard
| Athleten          | Wettbewerbe | Qualifikation | Qualifikation | Finale        | Finale        | Rang |
| Athleten          | Wettbewerbe | Punkte        | Rang          | Punkte        | Rang          | Rang |
| ----------------- | ----------- | ------------- | ------------- | ------------- | ------------- | ---- |
| Jungen            |             |               |               |               |               |      |
| Valtteri Kautonen | Big Air     | DNS           | DNS           | DNS           | DNS           | DNS  |
| Valtteri Kautonen | Slopestyle  | 83,00         | 3             | 36,00         | 7             | 7    |
| Valtteri Kautonen | Halfpipe    | DNS           | DNS           | DNS           | DNS           | DNS  |
| Aatu Partanen     | Big Air     | 73,75         | 7             | DNS           | DNS           | DNS  |
| Aatu Partanen     | Slopestyle  | DNS           | DNS           | DNS           | DNS           | DNS  |
| Mädchen           |             |               |               |               |               |      |
| Veera Immonen     | Slopestyle  | 2,00          | 22            | ausgeschieden | ausgeschieden | 22   |
| Eveliina Taka     | Big Air     | 16,00         | 18            | ausgeschieden | ausgeschieden | 18   |
| Eveliina Taka     | Slopestyle  | 38,50         | 10            | 39,25         | 8             | 8    |